# Khān Qolī
Khān Qolī (persiska: خان قلی) är en ort i Iran.   Den ligger i provinsen Västazarbaijan, i den nordvästra delen av landet, 400 km väster om huvudstaden Teheran. Khān Qolī ligger 1 894 meter över havet och antalet invånare är 192.
Terrängen runt Khān Qolī är huvudsakligen kuperad. Khān Qolī ligger nere i en dal. Runt Khān Qolī är det ganska tätbefolkat, med 78 invånare per kvadratkilometer. Närmaste större samhälle är Manbar, 10,8 km väster om Khān Qolī. Trakten runt Khān Qolī består i huvudsak av gräsmarker.